# Janská
Janská (deutsch Johnsbach, auch Jonsbach) ist eine Gemeinde in Tschechien. Sie liegt vier Kilometer westlich von Česká Kamenice und gehört zum Okres Děčín.

## Geographie

### Geographische Lage
Das Waldhufendorf befindet sich im Süden der Böhmischen Schweiz im Tal der Kamenice an den Einmündungen der Bäche Olešnička und Bílý potok (Weisbach). Nördlich erhebt sich der Strážiště (Huttenberg, 469 m), im Osten der Filipovský vrch (360 m) und der Rabštejn (Rabstein, 306 m), südöstlich der Sedlo (447 m) sowie im Süden der Ptáčník (Vogelberg, 353 m), Strážný vrch (Wachberg, 405 m) und Olešský vrch (Beckenberg, 355 m).

### Gemeindegliederung
Für die Gemeinde Janská sind keine Ortsteile ausgewiesen.

### Nachbargemeinden
Nachbarorte sind Filipov im Nordosten, Dolní Kamenice im Osten, Víska pod Lesy und Kamenická Nová Víska im Südosten, Veselé und Markvartice im Süden, Stará Oleška und Lužná im Westen sowie Srbská Kamenice im Nordwesten.

## Geschichte
Die erste urkundliche Erwähnung des zur Herrschaft Scharfenstein gehörigen Dorfes Janspach erfolgte 1380 im Stadtbuch von Kamnitz. Besitzer war zu dieser Zeit Johann von Michalowitz aus dem Geschlecht der Wartenberger. 1406 erwarben die Berken von Dubá den Besitz, 1428 folgte Sigmund von Wartenberg auf Tetschen und 1511 Nikolaus Trčka von Lípa. Dieser verkaufte die Güter 1515 an Johann von Salhausen und seine Brüder. Bei der Besitzteilung von 1535 wurde Jonsbach Teil der neuen Herrschaft Kamnitz. Seit 1480 ist die an der Kamnitz gelegene Gobelsmühle nachweisbar. 1577 wurde der Ort vom schlimmsten Hochwasser in seiner Geschichte heimgesucht. Im Jahre 1584 brach in der Herrschaft Kamnitz die Pest aus und verschonte auch Jonsbach nicht. 1614 wurde Radslav Kinsky Besitzer von Jonsbach. Neben der Landwirtschaft wurde seit 1724 in Jonsbach Handel mit verschiedenen Glaswaren betrieben. Gepfarrt war das Dorf immer zur Stadtkirche Jakobus des Älteren in Kamnitz.
Nach der Aufhebung der Patrimonialherrschaften bildete Jonsbach ab 1850 eine politische Gemeinde in der Bezirkshauptmannschaft Tetschen/Děčín. 1860 errichtete Franz Preidl im östlichen Teil des Rabsteiner Grundes eine Textilfabrik, die er 1864 und 1867 noch um zwei weitere Fabriken erweiterte. 1869 eröffnete die Böhmische Nordbahn die Eisenbahnstrecke von Tetschen nach Warnsdorf. Südlich von Jonsbach entstand auf halbem Wege nach Obermarkersdorf die Bahnstation Rabstein. 1884 streikten die Arbeiter in den Rabsteiner Fabriken für eine Reduzierung der Arbeitszeit und besseren Lohn. 1890 wurde in Jonsbach eine Kapelle errichtet und ein Friedhof angelegt. In den 1890er Jahren entstand am Weisbach in der Guntermühle eine Ölmühle, die 1911 abbrannte. Ein Hochwasser der Kamnitz errichtete 1897 in den Rabsteiner Fabriken schwere Schäden an. Zu Beginn des 20. Jahrhunderts ließ der Besitzer der Herrschaft Kamnitz, Graf Kinsky, in den Wäldern um Jonsbach Gämsen aussetzen. Emanuel Karsch, dem die Rabsteiner Fabriken nach Preidls Tod gehörten, ließ 1904 im Rabsteiner Grund das Gasthaus „Zur Rabsteiner Schweiz“ errichten, das zugleich als Kantine der Spinnereien diente. Am Huttenberg kaufte Karsch 1911 mehrere Bauernwirtschaften auf und vereinte diese zum 150 ha umfassenden Großgrundbesitz Huttenhof. Die Weltwirtschaftskrise führte in den 1920er Jahren zur Stilllegung der Spinnerei in Rabstein Nr. 59 und einer weiteren Fabrik, diese dienten von 1931 bis 1933 als Kaserne einer Einheit der tschechoslowakischen Grenzwache. 1938 wurde in den Gebäuden das XXII. Wachbataillon der tschechoslowakischen Armee unter Major Jan Žižka stationiert, das in der Böhmischen Schweiz leichte Befestigungsanlagen des Tschechoslowakischen Walls errichtete.
1930 hatte Johnsbach 516 Einwohner, davon waren 485 Deutsche und 21 Tschechen. Nach dem Münchner Abkommen wurde die Gemeinde am 2. Oktober 1938 dem Deutschen Reich zugeschlagen und gehörte bis 1945 zum Landkreis Tetschen, ab 1943 Tetschen-Bodenbach. Nach der Räumung der Kaserne durch die tschechoslowakische Armee wurde sie zunächst von der Wehrmacht genutzt. 1939 lebten in Johnsbach 447 Menschen. 1940 wurden in einem der zuvor als Kaserne genutzten Fabrikgebäude Wolhyniendeutsche untergebrachte, die aus der Sowjetunion ausgesiedelt wurden. Die Rabsteiner Fabriken wurden im September 1940 von der Vereinigte Färbereien AG in Wien aufgekauft. Das Unternehmen nahm auch in der als Kaserne genutzten Spinnerei Rabstein Nr. 59 die Produktion wieder auf, doch bereits im Dezember 1941 wurden alle drei Rabsteiner Spinnereien stillgelegt. Am 1. Oktober 1942 wurden die Rabsteiner Fabriken durch das Deutsche Reich beschlagnahmt und der Weser-Flugzeugbau GmbH Bremen (WFG) als Produktionsstätte für Flugzeuge und Waffen zugewiesen. Für den Arbeitskräftebedarf des kriegswichtigen Unternehmens entstanden um Johnsbach, Rabstein und Böhmisch Kamnitz 30 Arbeitslager sowie zwei Kriegsgefangenenlager für sowjetische und angloamerikanische Gefangene. 1944 wurde ein Außenlager für 700 Gefangene des KZ Flossenbürg eingerichtet und im Juli begann auf Johnsbacher Flur unter den Decknamen Zechstein im Rabsteiner Grund der Vortrieb des ersten Stollens für eine unterirdische Produktionsstätte der WFG. In den acht Monaten bis Mai 1945 wurden in dem Sandstein Stolln und Räume von 17500 m² aufgefahren. Insgesamt waren im Lagerkomplex Rabstein 6000 Menschen aus 18 Ländern untergebracht. 1945 kam Johnsbach zur Tschechoslowakei zurück, die deutschen Bewohner wurden vertrieben. In der Spinnerei Rabstein Nr. 59 wurde ein Sammellager für Sudetendeutsche eingerichtet, das bis 1946 bestand.
Am 28. August 1946 erfolgte die Umbenennung der Gemeinde in Janská. 1950 hatte Janská 315 Einwohner und wurde dem neu errichteten Okres Nový Bor zugeordnet. Im selben Jahre erfolgte die Stationierung einer Außengarnison der Tschechoslowakischen Armee in Rabštejn und der Rabsteiner Grund wurde erneut zum Sperrgebiet erklärt. Im Huttenberggut entstand 1952 eine Landwirtschaftsschule für Geflügelproduktion. 1961 wurde auf dem Gelände ein großer Geflügelzuchtbetrieb aufgebaut. In den 1960er Jahren begann die Armee bei der früheren Spinnerei Rabštejn Nr. 59 mit der Errichtung unterirdischer Materialdepots für den Warschauer Pakt. 1966 wurde die ehemalige Spinnerei Rabštejn Nr. 59 abgerissen. Die Schule wurde 1967 geschlossen und der örtliche Nationalausschuss bezog das Gebäude. 1970 hatte Janská 274 Einwohner. 1972 brach in der Geflügelzuchtanlage ein Brand aus, der eine Halle mit 6500 Hühnern vernichtete. Die Kapelle und der Friedhof wurden in der zweiten Hälfte des 20. Jahrhunderts devastiert. Nach dessen Auflösung kam die Gemeinde mit Beginn des Jahres 1961 wieder zum Okres Děčín zurück. Zwischen 1980 und 1992 war Janská nach Česká Kamenice eingemeindet.
Nach der samtenen Revolution wurde das militärische Sperrgebiet im Rabsteiner Grund aufgehoben und in den Stollenanlagen der WFG ein Museum eingerichtet. Seit dem 1. Januar 1993 besteht die Gemeinde Janská wieder. Am 1. Juli 2009 wurden Teile von Janská von einem Hochwasser der Kamenice überflutet.

## Kultur und Sehenswürdigkeiten
- Rabštejnské údolí (Rabsteiner Grund), Felsental an der Kamenice
- Felsental des Baches Olešnička, zum Ende des 19. Jahrhunderts wurde der Bach in der Austriaklamm angestaut.
- Museum des Bürgervereins zur Geschichte der Rabsteiner Fabriken und der unterirdischen Flugzeugfabrik
- Gedenkstein für das KZ Rabstein
- Gezimmerte Blockhäuser, teilweise mit Umgebinde
- Statue des hl. Johannes von Nepomuk aus dem Ende des 18. Jahrhunderts
- Barocke Felskapelle aus dem Jahre 1707